# فيضانات كوينزلاند
فيضانات كوينزلاند عدة فيضانات ضربت أستراليا، بدأت منذ ديسمبر 2010، في ولاية كوينزلاند وعاصمتها بريزبان. الفيضانات أجبرت آلاف الناس على أن يخلوا مدنهم وقراهم. على الأقل 31 مدينة وقرية و 200000 شخص تأثروا بهذه الفيضانات. في البداية قُدّرت الإضرار 650 مليون يورو. قدرت الإضرار والمفقودات بـ13 مليار دولار أسترالي. ثلاثة أرباع ولاية كوينزلاند تم الإعلان بأنها مناطق مدمرة.